# Anton Brand

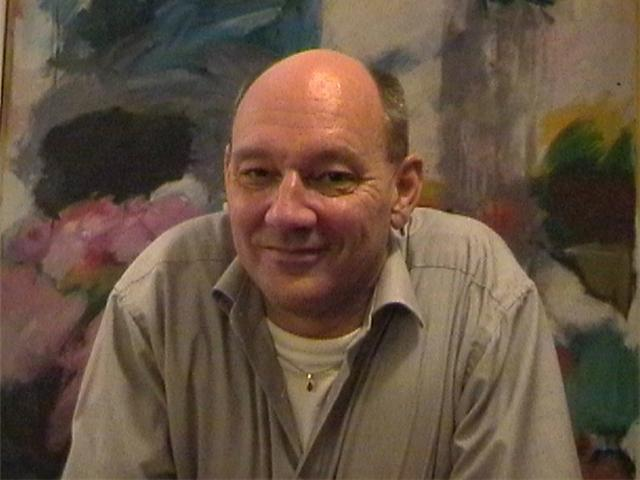
Anton Brand

Anton Brand (Arnhem, 17 juli 1953) is een Nederlands schrijver. Hij woont en werkt in de stad Groningen.

## Leven en werk
Brand debuteerde in 1978 met de verhalenbundel Het aardse gebeuren bij Uitgeverij Meulenhoff. In 1983 publiceerde hij, ook bij Meulenhoff, vier novellen onder de titel Palmslag. Daarna verscheen in 1996 bij Uitgeverij Passage Bukittinggi. Een vertelling, een reisroman over Indonesië. 
Samen met zijn partner George Mulder schreef Brand in 2003 Hoek van Ameland. De geschiedenis van een plek, een huis en zijn bewoners, over het door beiden bewoonde huis op de Hoek van Ameland aan de zuidzijde van de Noorderhaven. 
In oktober 2008 verscheen Liefdeknopen, het levensverhaal van de ouders van de schrijver, in twee hoofdstukken: Bericht van mijn vader en Bericht van mijn moeder. 
In februari 2012 publiceerde Brand Laatste reis, een verslag van de reis van het stoffelijk overschot van operacomponist Vincenzo Bellini van Parijs naar Catania in 1876. Dit boek beschrijft ook hoe de liefde van de auteur voor opera is ontstaan. Verder bevat Laatste reis korte biografische schetsen van andere Italiaanse operacomponisten, onder wie Giuseppe Verdi, Gaetano Donizetti, Gioachino Rossini en Giacomo Puccini. Internet-uitgeverij Rock Ink maakte op basis van de roman het e-boek In het spoor van Vincenzo Bellini, met een voorwoord van Bill Mensema.
Homoseksualiteit is een van de thema's in het werk van Brand, wat bijvoorbeeld zichtbaar is in de bundels Het huis dat vriendschap heet en Hoeveel vrienden heb ik gevonden, en in het sociaal-wetenschappelijke maandblad Homologie. Ook publiceerde hij in bekende literaire tijdschriften als Bzzlletin en Hollands Maandblad en droeg hij bij aan een liber amicorum voor de dichter C.O. Jellema.
Tussen 1984 en 1989 schreef Brand boekbesprekingen en beschouwingen voor het Nieuwsblad van het Noorden. Veel van de recensies zijn tussen 2014 en 2016 digitaal verschenen op het literaire weblog Tzum.

### Overige functies
Anton Brand was van 1983 tot 2008 voorzitter van de Stichting Van der Leeuw-lezing. Ook was hij bestuurslid van Noorderzon, Doe Maar Dicht Maar, de stichting Dag van de Architectuur Groningen (DAG), de stichting Letter & Stad en de Stichting Literaire Activiteiten Groningen (SLAG). Wegens zijn culturele verdiensten werd hij op 19 september 2003 benoemd tot Ridder in de Orde van Oranje-Nassau. In 2007 werd hem de Collegepenning van de Rijksuniversiteit Groningen (RUG) toegekend. In 2019, bij het 10-jarig bestaan van SLAG, werd hij onderscheiden met de Kees van der Hoef Ereprijs. Hij is vanaf 2008 voorzitter van de Noordelijke Afdeling van de Maatschappij der Nederlandse Letterkunde.